# Village People
Village People là ban nhạc disco đến từ Mỹ. Các thành viên ban đầu của nhóm là Jacques Morali, Henri Belolo (hai nhà sản xuất người Pháp) và Victor Willis (hát chính). Album đầu tay cùng tên của nhóm hướng đến đối tượng khán thính giả chính là người đồng tính.
Sau một khoảng thời gian hoạt động, nhóm dần trở nên nổi tiếng với những ca khúc nhạc disco và dance như: "Macho Man", "In the Navy", "Go West" và "Y.M.C.A.".

## Danh sách album

### Album phòng thu
| Tên                                                                             | Chi tiết                                                             | Thứ hạng cao nhất | Thứ hạng cao nhất | Thứ hạng cao nhất | Thứ hạng cao nhất | Thứ hạng cao nhất | Thứ hạng cao nhất | Thứ hạng cao nhất | Thứ hạng cao nhất | Thứ hạng cao nhất | Thứ hạng cao nhất | Chứng nhận (dựa trên số đĩa bán ra)           |
| Tên                                                                             | Chi tiết                                                             | US                | US R&B            | AUT               | CAN               | GER               | NED               | NZ                | NOR               | SWE               | UK                | Chứng nhận (dựa trên số đĩa bán ra)           |
| ------------------------------------------------------------------------------- | -------------------------------------------------------------------- | ----------------- | ----------------- | ----------------- | ----------------- | ----------------- | ----------------- | ----------------- | ----------------- | ----------------- | ----------------- | --------------------------------------------- |
| Village People                                                                  | - Phát hành: tháng 7 năm 1977 - Hãng đĩa: Casablanca                 | 54                | 36                | —                 | 70                | —                 | —                 | —                 | —                 | 29                | —                 | - CAN: Bạch kim - US: Vàng                    |
| Macho Man                                                                       | - Phát hành: tháng 2 năm 1978 - Hãng đĩa: Casablanca                 | 24                | 31                | —                 | 21                | —                 | —                 | —                 | —                 | 37                | —                 | - CAN: 3x Bạch kim - US: Bạch kim             |
| Cruisin'                                                                        | - Phát hành: tháng 9 năm 1978 - Hãng đĩa: Casablanca                 | 3                 | 5                 | 1                 | 2                 | 1                 | 6                 | 6                 | 5                 | 3                 | 24                | - CAN: 4x Bạch kim - GER: Vàng - US: Bạch kim |
| Go West                                                                         | - Phát hành: tháng 3 năm 1979 - Hãng đĩa: Casablanca                 | 8                 | 14                | 22                | 2                 | 14                | 8                 | 28                | 4                 | 7                 | 14                | - CAN: 3x Bạch kim - UK: Vàng - US: Bạch kim  |
| Live and Sleazy                                                                 | - Phát hành: tháng 9 năm 1979 - Hãng đĩa: Casablanca                 | 32                | 57                | —                 | 23                | —                 | —                 | —                 | 13                | 25                | —                 | - CAN: Bạch kim - US: Vàng                    |
| Can't Stop the Music                                                            | - Phát hành: tháng 5 năm 1980 - Hãng đĩa: Casablanca                 | 47                | —                 | —                 | —                 | —                 | 20                | 4                 | 17                | 35                | 9                 |                                               |
| Renaissance                                                                     | - Phát hành: tháng 6 năm 1981 - Hãng đĩa: RCA (Mỹ) Casablanca (Nhật) | 138               | —                 | —                 | —                 | —                 | —                 | 34                | —                 | —                 | —                 |                                               |
| Fox on the Box/In the Street                                                    | - Phát hành: tháng 5 năm 1982 - Hãng đĩa: RCA (Mỹ) Casablanca (Nhật) | —                 | —                 | —                 | —                 | —                 | —                 | —                 | —                 | —                 | —                 |                                               |
| Sex Over the Phone                                                              | - Phát hành: tháng 9 năm 1985 - Hãng đĩa: Black Scorpio              | —                 | —                 | —                 | —                 | —                 | —                 | —                 | —                 | 47                | —                 |                                               |
| "—": Album không được phát hành hoặc không lọt vào bảng xếp hạng tại khu vực đó |                                                                      |                   |                   |                   |                   |                   |                   |                   |                   |                   |                   |                                               |